# St. Stephan (Deisenhausen)

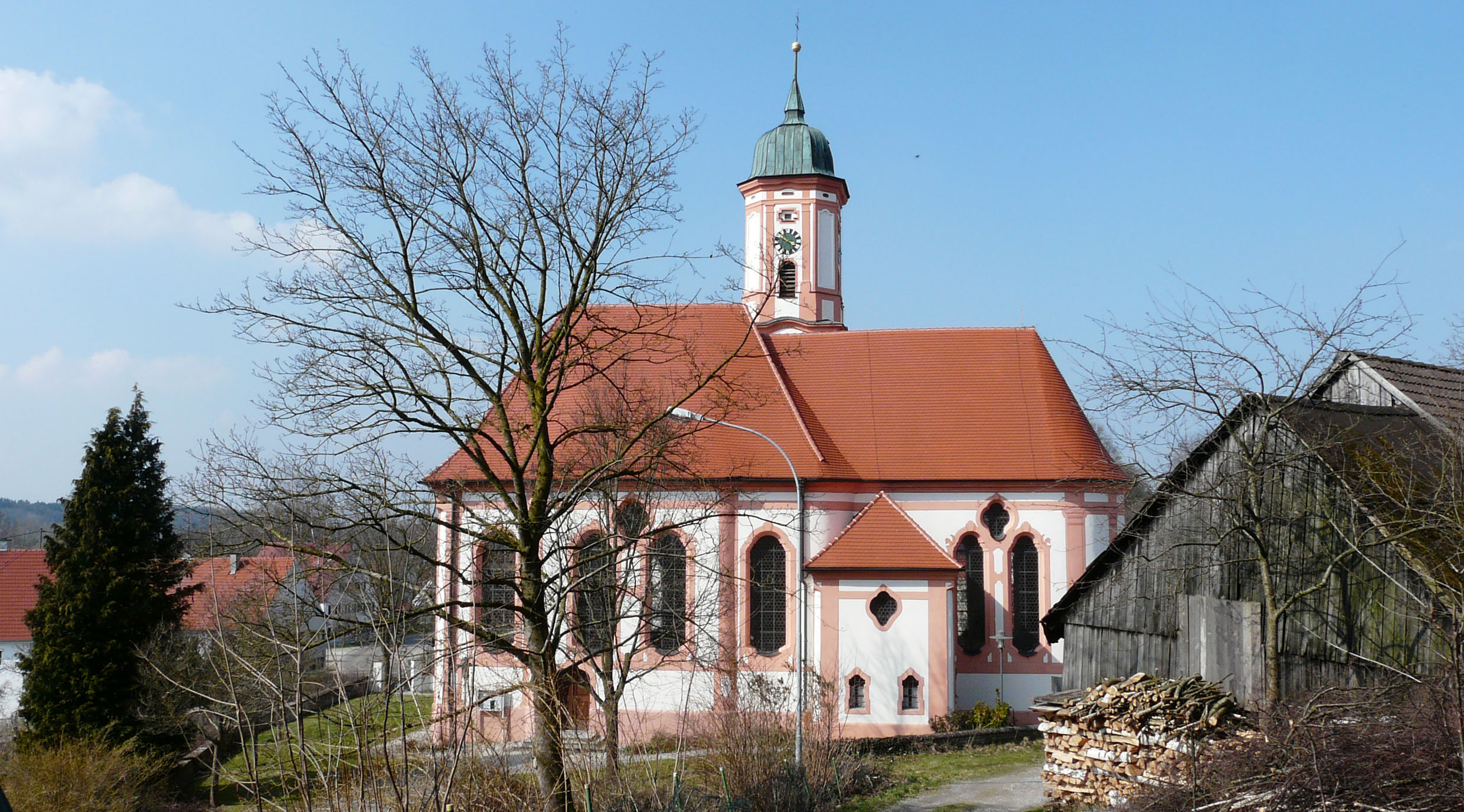
Kirche St. Stephan in Deisenhausen

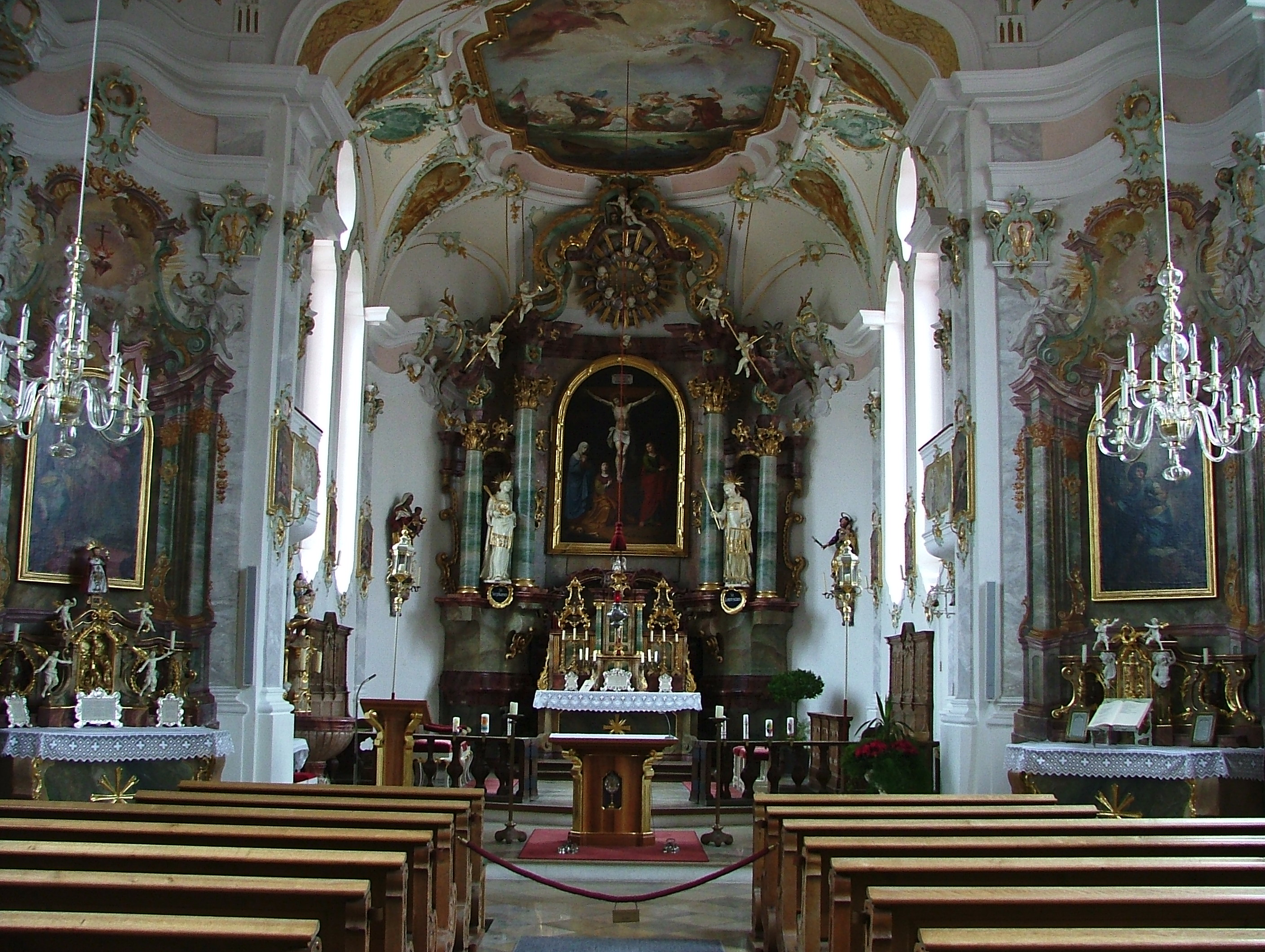
Innenansicht

Die katholische Pfarrkirche St. Stephan in Deisenhausen, einer Gemeinde im Landkreis Günzburg im bayerischen Regierungsbezirk Schwaben, wurde 1766/67 errichtet. Die Kirche an der Krumbacher Straße 2, inmitten des Friedhofs, ist ein geschütztes Baudenkmal.
Die barocke Kirche, die dem heiligen Stephanus geweiht ist, wurde nach Plänen von Joseph Dossenberger dem Jüngeren errichtet. Der Unterbau des Turmes stammt noch vom gotischen Vorgängerbau. An das Kirchenschiff schließt sich ein fast gleich breiter, korbbogig schließender Chor an. Der Turm mit einer welschen Haube steht an der Nordwand an der innen eine prachtvolle Kanzel angebracht ist. 
Die Deckenmalereien wurden von Johann Baptist Enderle ausgeführt. Im Langhaus ist der heilige Stephanus während seiner Verteidigungsrede vor dem Hohen Rat dargestellt und im Chor sein Martyrium. Die Stuckaturen werden den aus Kemnat stammenden Brüdern Hölzle zugeschrieben. 
Im Jahr 1823 wurde der ursprüngliche Hochaltar durch den Rokokoaltar aus der ehemaligen, 1821 abgebrochenen Wallfahrtskirche Mariä Opferung in Baumgärtle, einem Ortsteil von Breitenbrunn, ersetzt. 